# ホーコン若王

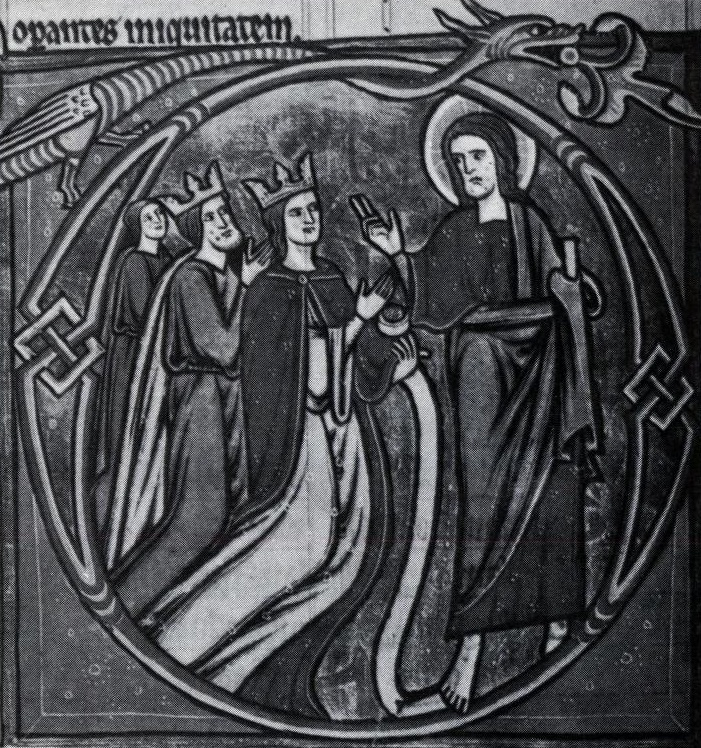
父ホーコン4世、母マルグレーテおよびホーコン若王（左隅）

ホーコン若王（ノルウェー語：Håkon Håkonsson Unge, 1232年11月11日 - 1257年5月5日）は、ノルウェー共治王（在位：1240年 - 1257年）。ノルウェー王ホーコン4世と王妃マルグレーテ・スクーレスダッテルの息子。

## 生涯
王位継承者であったホーコンは1240年4月1日の議会でノルウェーの共治王とされ、同年4月12日にベルゲンで開かれた儀式において承認された。これはスクーレ公がノルウェー王位を主張し反乱を起こしたときのことであったが、スクーレの反乱は失敗に終わった。
ホーコンは国政において軍事を含む重要な役割を引き受けた。1247年に行われた父ホーコン4世の戴冠式に関する文書において、ホーコンは初めて「世俗の長」として確認され、王宮からキリスト教会への行列において王冠を身につけた。
ホーコンは成年に達するとすぐに共治王として政治に加わった。1250年10月6日、ホーコンと父王はリューベックとの間で貿易協定を結んだ。
1251年にオスロにおいて、ホーコンはビェルボ家出身のリキサ・ビルイェルスドッテルと結婚した。リキサはスウェーデンのヤールであるビルイェル・マグヌソンの娘であった。ビルイェルはストックホルムの街を建設し、息子2人はスウェーデン王となり、ビルイェル自身は1248年から死去する1266年まで摂政として実質的にスウェーデンを支配した。また、リキサの母はスウェーデン王女インゲボリ・エリクスドッテルであった。
この結婚は、ノルウェー王国とスウェーデン王国の間の同盟の一環であり、1249年に結ばれた平和条約の延長として行われた。ノルウェーの新しい外交政策は何よりもデンマークに軍事的および政治的に圧力をかけることであり、これが軌道に乗るためにはノルウェーとスウェーデンの間の対立を解決する必要があった。
ホーコンとリキサの間には1子スヴェレ・ホーコンソン（1252年 - 1261年）が生まれた。本来であればホーコン若王が早世した後、スヴェレはノルウェーの王位を継承する権利があったが、スヴェレはわずか9歳で死去したため王位につくことはなかった。ノルウェー王位はホーコン4世の死後は、ホーコン若王の弟マグヌス6世が継承した。
1249年以降、ホーコン若王はイェータ川の国境地帯への遠征に定期的に加わった。1255年、ホーコンはカスティーリャ王フェルナンド3世との間で、妹クリスティンとフェルナンド3世の息子フェリペとの結婚に関し交渉を行った。1256年夏、ホーコンはハッランドへの遠征に参加し、秋には別の遠征中に大規模な攻略を行った。ホーコンは明らかにかなり独立して行動している。
1257年1月、ホーコンは妹クリスティンの結婚交渉のためフェルナンド3世の使節と会うことになっていた。しかしホーコンは病にかかり、5月5日にトンスベルグの聖オーラヴ修道院において死去した。
ホーコンはオスロの聖ハルヴァード大聖堂に埋葬された。